# Cuba en el Campeonato Mundial de Atletismo de 2011
Cuba fue representada por un total de 31 atletas (14 hombres y 17 mujeres) en el Campeonato Mundial de Atletismo de 2011. Era la decimotercera ocasión que asistía al evento, y ocupó la decimotercera posición de la tabla general de medallas.

## Medallistas
Lázaro Borges logró una sorpresiva medalla de plata en el salto con pértiga con un salto de 5,90 m, siendo la primera presea para Cuba en esta especialidad en campeonatos mundiales. Por el contrario, ese mismo día Dayron Robles perdió el oro en los 110 m vallas, cuando fue descalificado por obstruir a Liu Xiang en la carrera.
Lograron medallas de bronce: Guillermo Martínez en lanzamiento de jabalina, Leonel Suárez en decatlón, y Yarelis Barrios en lanzamiento de disco.

## Resultados
| Atleta             | Prueba                            | Resultado |
| Hombres            | Hombres                           | Hombres |
| ------------------ | --------------------------------- | --- |
| Yoandri Betanzos   | Triple salto                      | Final: 11° puesto (16,67 m). |
| Lázaro Borges      | Salto con pértiga                 | Medalla de plata (5,90 m). |
| Omar Cisneros      | 400 m vallas                      | Semifinales: puesto 21° en la clasificación general (50,10 s).                                                                                          |
| William Collazo    | 400 m                             | Semifinal, puesto 21° en la clasificación general (46,13 s).                                                                                            |
| Alexis Copello     | Triple salto                      | Final: 4° puesto (17,47 m). |
| Jorge Fernández    | Lanzamiento de disco              | Final: 8° puesto (63,54 m). |
| Yordani García     | Decatlón                          | No finalizó la competencia. |
| Arnie David Giralt | Triple salto                      | Fase de clasificación: puesto 13° en la clasificación general (16,74 m).                                                                                |
| Michael Herrera    | 200 m                             | Semifinales: puesto 13° en la clasificación general (20,75 s).                                                                                          |
| Guillermo Martínez | Lanzamiento de jabalina           | Medalla de bronce (84,30 m). |
| Víctor Moya        | Salto de altura                   | Fase de clasificación: 28° puesto en la clasificación general (2,21 m).                                                                                 |
| Dayron Robles      | 110 metros vallas                 | Descalificado en la final por obstrucción a un rival.                                                                                                   |
| Leonel Suárez      | Decatlón                          | Medalla de bronce (8.501 pts.). |
| Carlos Véliz       | Lanzamiento de peso               | Final: 12º puesto (19,79 m). |
| Mujeres            |                                   | |
| Dailenys Alcántara | Triple salto                      | Fase de clasificación: puesto 23° en la clasificación general (13,78 m).                                                                                |
| Yarelis Barrios    | Lanzamiento de disco              | Medalla de bronce, (65,73 m). |
| Daisurami Bonne    | 400 m y relevos 4 x 400 m         | 400 m: Ronda preliminar, 28° puesto en la clasificación general (53,69 s);4 x 400: Ronda preliminar: 10° puesto en la clasificación general (3:26,74).  |
| Dailis Caballero   | Salto con pértiga                 | Fase de clasificación: puesto 23° en la clasificación general (4,40 m).                                                                                 |
| Denia Caballero    | Lanzamiento de disco              | Final: 9° puesto (60,73 m). |
| Nelkis Casabona    | 100 m, 200 m, y relevos 4 x 400 m | 100 m: Ronda preliminar, 32.º puesto en la clasificación general (11,47 s).                                                                             |
| Susana Clement     | Relevos 4 x 400 m                 | 4 x 400: Ronda preliminar: 10° puesto en la clasificación general (3:26,74).                                                                            |
| Yanet Cruz         | Lanzamiento de jabalina           | Fase de clasificación: puesto 23° en la clasificación general (56,73 m).                                                                                |
| Mabel Gay          | Triple salto                      | Final: 4° puesto (14,67 m). |
| Misleydis González | Lanzamiento de peso               | Fase de clasificación: 16° puesto en la tabla general (18,24 m).                                                                                        |
| Aymée Martínez     | 400 m y relevos 4 x 400 m         | 400 m: Ronda preliminar, 27° puesto en la clasificación general (53,67 s); 4 x 400: Ronda preliminar: 10° puesto en la clasificación general (3:26,74). |
| Yarianna Martínez  | Triple salto                      | Fase de clasificación: puesto 13° en la clasificación general (14,07 m).                                                                                |
| Yipsi Moreno       | Lanzamiento de martillo           | Final: 4º puesto (74,48 m). |
| Diosmely Peña      | Relevos 4 x 400 m                 | Ronda preliminar: 10° puesto en la clasificación general (3:26,74).                                                                                     |
| Yargelis Savigne   | Triple salto                      | Final: 6° puesto (14,43 m). |
| Yarisley Silva     | Salto con pértiga                 | Final: 5° puesto (4,70 m). |
| Mailín Vargas      | Lanzamiento de peso               | Fase de clasificación: 15° puesto en la tabla general (18,27 m).                                                                                        |